# Stripper (Achille Lauro)
Stripper è un singolo del cantante italiano Achille Lauro, pubblicato il 4 marzo 2022 su etichetta discografica Warner Music Italy.

## Descrizione
L'8 febbraio 2022 è stato confermato che Achille Lauro avrebbe preso parte a Una voce per San Marino 2022, prima edizione del programma di selezione del rappresentante di San Marino all'Eurovision Song Contest. In occasione dell'evento, che si è svolto il successivo 19 febbraio, Lauro ha presentato l'inedito Stripper, che è risultato il vincitore del voto della giuria di esperti, diventando di diritto il rappresentante sanmarinese a Torino.
Il brano è stato pubblicato come singolo digitale il 4 marzo 2022 ed è entrato in rotazione radiofonica in Italia a partire dal successivo 25 marzo.
Nel mese di maggio dello stesso anno Achille Lauro si è esibito durante la seconda semifinale della manifestazione europea, dove si è piazzato al 14º posto su 18 partecipanti con 50 punti totalizzati, non riuscendo a qualificarsi per la finale.

## Video musicale
Il video, diretto dal cantante stesso, è stato reso disponibile il 13 maggio 2022 attraverso il suo canale YouTube.

## Tracce
1. Stripper – 2:53

## Classifiche
| Classifica (2022) | Posizione massima |
| ----------------- | ----------------- |
| Lituania          | 83                |